# Nordea Nordic Light Open 2003
Nordea Nordic Light Open 2003 — жіночий тенісний турнір, що проходив на відкритих кортах з ґрунтовим покриттям в Еспоо (Фінляндія). Належав до турнірів 4-ї категорії в рамках Туру WTA 2003. Турнір відбувся вдруге і тривав з 4 до 10 серпня 2003 року. Друга сіяна Анна Пістолезі здобула титул в одиночному розряді й отримала 22 тис. доларів США.

## Фінальна частина

### Одиночний розряд
Анна Пістолезі —  Єлена Костанич, 6–1, 6–1
- Для Пістолезі це був 2-й титул в одиночному розряді за рік і 8-й — за кар'єру.

### Парний розряд
Євгенія Куликовська /  Олена Татаркова —  Тетяна Перебийніс /  Сільвія Талая, 6–2, 6–4